# Sporting Clube de Macau
Maillots
Le Sporting Clube de Macau (en chinois : 澳門士砵亭體育會), plus couramment abrégé en Sporting de Macau, est un club de football macanais fondé en 1926 et basé sur l'île de Taipa, à Macao.
Il évolue en Liga de Elite.

## Histoire
Fondé le 22 septembre 1926, le Sporting Clube de Macau est une équipe filiale du Sporting Clube de Portugal. 

### Partenariat
Le 2 septembre 2014, le Sporting Clube de Macao annonce un partenariat avec le FC Osaka, ce qui rend le transfert de joueurs entre Macau et le Japon possible.

## Palmarès
| \| - Championnat de Macao (1) : - Champion : 1991. - Vice-champion : 2014. - Coupe de Macao (1) : - Vainqueur : 1951. \| \| - Championnat de Macao D2 (1) : - Champion : 2013. \| |  |                                                    |
| - Championnat de Macao (1) : - Champion : 1991. - Vice-champion : 2014. - Coupe de Macao (1) : - Vainqueur : 1951.                                                                |  | - Championnat de Macao D2 (1) : - Champion : 2013. |

## Personnalités du club

### Présidents du club
- António Conceição Júnior
- Leonel Borges

### Entraîneurs du club
- Mandinho
- João Maria Pegado
- Nuno Capela
- Pedro Lopes